# Boussy-Saint-Antoine
Boussy-Saint-Antoine is een gemeente in het Franse departement Essonne (regio Île-de-France) en telt 6705 inwoners (2004). De plaats maakt deel uit van het arrondissement Évry.

## Geografie
De oppervlakte van Boussy-Saint-Antoine bedraagt 2,9 km², de bevolkingsdichtheid is 2312,1 inwoners per km².
De onderstaande kaart toont de ligging van Boussy-Saint-Antoine met de belangrijkste infrastructuur en aangrenzende gemeenten.

## Demografie
Onderstaande figuur toont het verloop van het inwonertal (bron: INSEE-tellingen).